# 民族統一黨
民族統一黨（縮寫為NS）是波希米亞和摩拉維亞保護國的唯一合法政黨。保護國的所有成年男性公民都必須成為黨員。
民族統一黨是對二戰時納粹德國佔領捷克斯洛伐克的回應與捷克通敵行為的基礎。民族團結黨與民族勞動黨在總統埃米爾·哈查的呼籲下於1939年3月21日合併為全國性的政黨「民族統一黨」。1939年4月6日，該黨成為唯一合法政黨（除納粹黨，僅開放德裔人士加入）。
保護國總理阿洛伊斯·埃利亞斯與捷克斯洛伐克流亡政府保持聯繫並協助捷克抵抗運動直到其於1942年6月被處決。
在萊因哈德·海德里希被刺殺後，伊曼紐爾·莫拉維克獲得宣傳影響力。自1943年1月15日後，該黨不再作為政黨運作並成為納粹政權的更大宣傳機器。